# Daphoenus
Daphoenus — вимерлий рід хижих ссавців з родини †Amphicyonidae. Daphoenus населяли Північну Америку від середнього еоцену до середнього міоцену, 37.2—16.0 млн років тому, існували приблизно 21 мільйон років.

## Опис

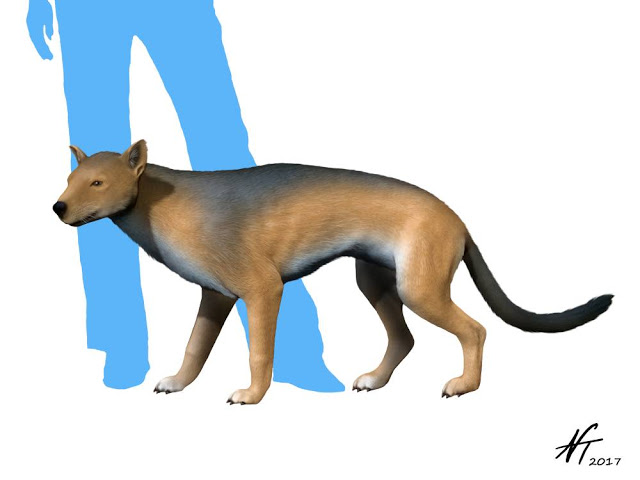
Порівняння розмірів D. vetus

Daphoenus, як і решта членів родини, оскільки він мав ознаки як ведмедів, так і псів. Ці тварини були розміром з сучасного койота. Daphoenus vetus був найбільшим видом. Довжина черепа самців може досягати 20 сантиметрів. У Daphoenus були короткі ноги, і він міг тільки здійснювати швидкі спринти й не був здатний бігати на великі дистанції. Вважається, що ці тварини робили засідку на свою жертву. Викопні сліди свідчать про те, що ці тварини ходили плоскостопо. Daphoenus копав нори, щоб потомство ховалося там.

## Поширення
Скам'янілості Daphoenus, знайдені в породах пізнього олігоцену на Великих рівнинах, датовані приблизно 28 млн років. Daphoenus вижив до 27 млн років на північному заході Тихого океану в ложах Джона Дея в Орегоні. Інші місця включають: Округ Алачуа, Флорида (Уітніан), за оцінками 31,1—24,3 млн років, Каньйон Текуя, Каліфорнія (арікарейський вік) 30,8—20,6 млн років, Формація членів Haystack, округ Вілер, Орегон (Гемінфорд) 20,6—16,3 млн років Озеро Пеллетье, Альберта, Канада (Дюшенський) ~42 млн років.